# Šenkovići (Republika Serbska)
Šenkovići (cyr. Шенковићи) – wieś w Bośni i Hercegowinie, w Republice Serbskiej, w mieście Sarajewo Wschodnie, w gminie Sokolac. W 2013 roku liczyła 11 mieszkańców.